# Hugues Ier d'Amboise
Pour les articles homonymes, voir Hugues Ier.
Hugues Ier d'Amboise, né vers 1055, et mort le 24 juillet 1129, est un seigneur de Touraine.

## Origine
Hugues Ier d'Amboise était le fils de Sulpice Ier d'Amboise, seigneur d'Amboise et de Chaumont-sur-Loire. Il fut, après le comte d'Anjou, le seigneur le plus puissant de Touraine.

## Biographie
Après des années de guerre, et pour parvenir à une trêve avec le comte Foulques IV d'Anjou, Sulpice Ier d'Amboise, son père, le donna en otage au comte. Hugues est ainsi resté, une bonne partie de son enfance à la cour du comte d'Anjou. C'est son oncle, Lisois de Verneuil, qui, après la mort de son père, réussi à le faire libérer en menaçant le comte de faire défection à un moment, où, celui-ci, était exposé aux attaques du comte de Poitou, et de Geoffroy, seigneur de Preuilly. À peine entré en possession de ses biens Hugues Ier d'Amboise se fit armer chevalier et reprit la lutte contre le comte d'Anjou.

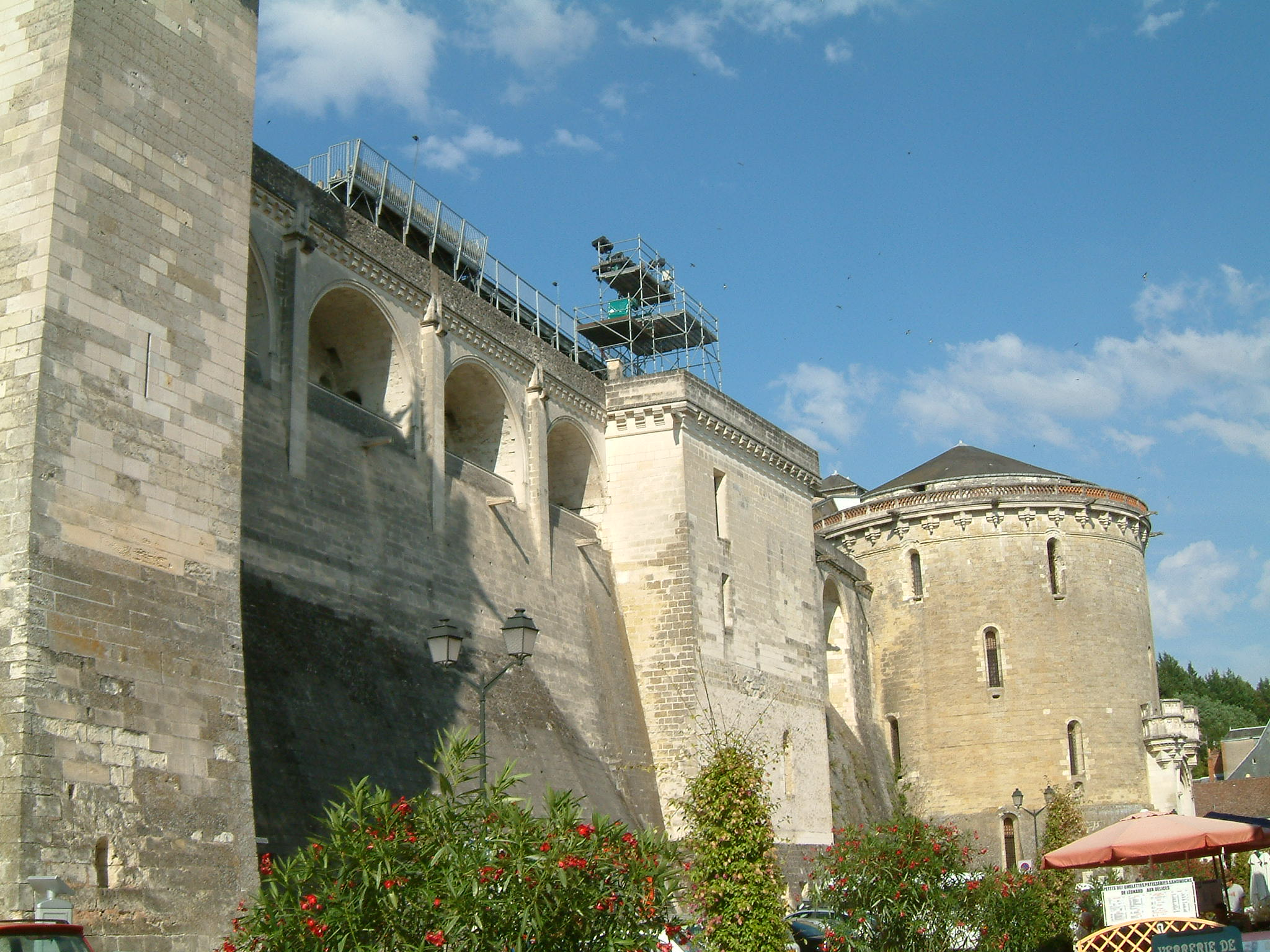
Château d'Amboise

En 1096, Hugues fut l'un des premiers seigneurs de Touraine à répondre à l'appel du pape Urbain II. Il partit de l'abbaye de Marmoutier, en compagnie de plusieurs autres seigneurs, pour se rendre en Terre sainte, avec la première croisade de Godefroy de Bouillon. Avant de partir, il confia la garde du château d'Amboise à Robert des Roches, seigneur de Roche-Corbon, son beau-frère. Toutefois, se méfiant du comte Foulques IV d'Anjou qui cherchait à se rendre maître des châteaux de Roche-Corbon et d'Amboise, Hugues fit construire, en 1095, dans un angle du château de Roche-Corbon, sur le lieu le plus élevé du rocher, une tour carrée formant une espèce de phare dont les feux pouvaient aisément être aperçus de la forteresse d'Amboise. Il était alors facile, au moyen de signaux convenus, de prévenir les garnisons, de l'une où l'autre forteresse, en cas d'attaque. Cette tour, seule ruine du château existante aujourd'hui, est encore connue, sous le nom de « Lanterne de Rochecorbon ».
Il participa au siège de Nicée (1097), au siège d'Antioche en juin 1098, à la prise de Marre le 11 décembre 1098, au siège de Jérusalem le 15 juillet 1099, et au siège d'Ascalon le 12 août 1099. Il ne regagna ses domaines qu'à la Noël 1099.
Dès son retour la guerre recommença avec le comte Foulques IV d'Anjou. Celui-ci, pour le battre, passa des alliances avec Aubri seigneur de Montrésor et de Montrichard, ainsi qu'avec Josselin et Hugues de Sainte-Maure de Touraine. De son côté, Hugues fit alliance avec son beau-frère le seigneur de Lignières. Hugues Ier d'Amboise remporta cette guerre où périrent les deux frères de Sainte-Maure de Touraine, ainsi que Foulques IV d'Anjou, en 1109.
Son successeur Foulques V d'Anjou, dit le jeune, préféra composer avec Hugues en lui cédant toutes ses possessions aux alentours d'Amboise. Cela n'empêcha pas, par la suite Hugues Ier d'Amboise de s'en prendre à son autre agresseur Aubri, seigneur de Montrésor et de Montrichard.
À la fin de l'année 1109, il le battit sur les bords de l'Indre et s'empara de sa forteresse de Montrichard, qu'il annexa à ses domaines.

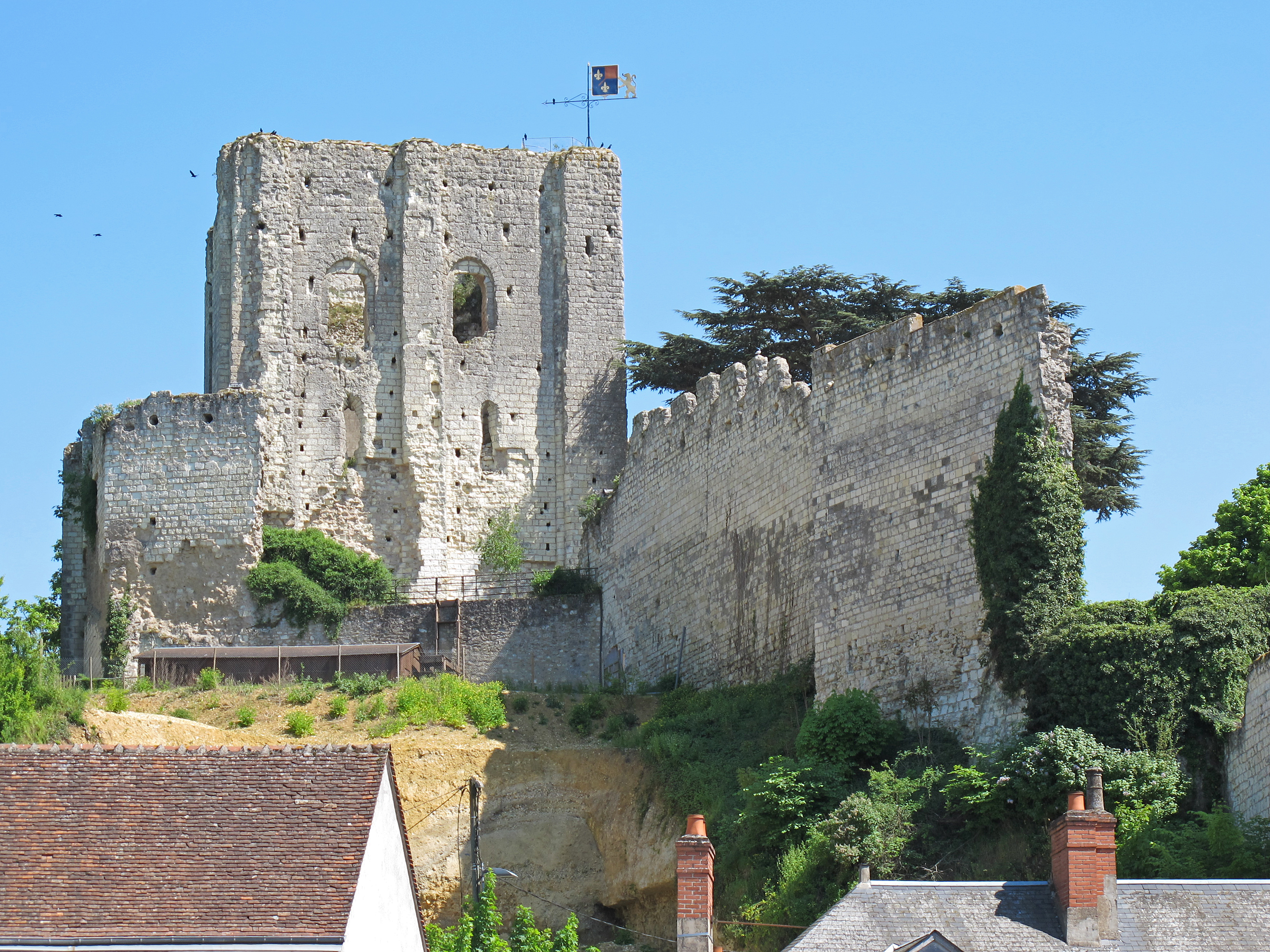
Forteresse de Montrichard qui resta plus de deux siècles aux mains de la famille d'Amboise

Entre 1105 et 1120, Hugues Ier d'Amboise finança de nombreux travaux de construction à travers toute la Touraine, et notamment, des châteaux, des abbayes, des ponts, des églises et des monastères. Il fit presque entièrement rebâtir le château d'Amboise qui devint une des principales forteresses de Touraine.Il fit également construire, en 1115, en face de la forteresse d'Amboise le deuxième pont en pierre sur la Loire, après celui de Tours. Ce pont remplaçait un pont fait de bateaux.
En 1120, Hugues Ier d'Amboise prit à nouveau la croix, pour accompagner son beau-frère, le comte Foulques V d'Anjou, qui partait épouser la fille du roi de Jérusalem. Il participa à plusieurs expéditions, dont celle contre Damas, et il mourut, à Jérusalem le 24 juillet 1129. Son corps fut inhumé sur le Mont des Oliviers, près de Jérusalem.
Hugues Ier d'Amboise avait épousé, en 1103, la demi-sœur du comte d'Anjou Geoffroy IV d'Anjou, Elisabeth, fille de Guillaume, seigneur de Jaligny, et d'Emengarde de Bourbon fille d'Archambaud IV. Il eut quatre fils et une fille.
- Sulpice II, dit le Hutin, son successeur (1105-1153).
- Hugues d'Amboise, qui devint seigneur de Colombier en Touraine (aujourd'hui Villandry). Il se maria avec Lisoie de colombier. Il eut une fille Agnès d'Amboise mariée en premières noces (avant 1198) avec Amaury VI de Montfort-Évreux.
- Oudin, qui devint seigneur de Jaligny, en Auvergne.
- Étienne qui entra dans les ordres.
- Denise, qui se maria à Ernould de Bourbon.

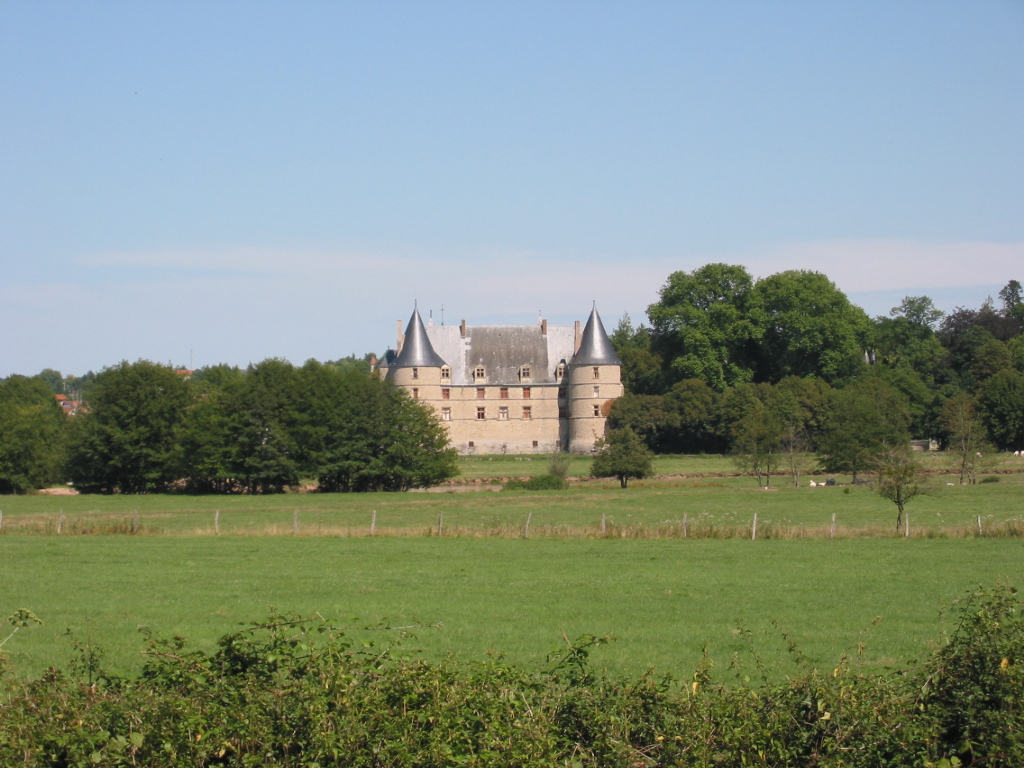
Château de Jaligny

Veuve en 1129, Élisabeth de Jaligny, se mit elle-même à la tête d'une petite armée pour récupérer l'héritage de son père que des seigneurs voisins lui avaient enlevé. La lutte dura longtemps, mais elle finit par triompher et rentra dans son bien.
En 1128, elle avait aussi pris les armes pour défendre quelques-uns de ses enfants qui étaient attaqués.
En 1153, bien que très âgée, elle assista son fils Sulpice II dans sa guerre contre Thibault comte de Blois. Elle conclut avec le comte un traité de paix en 1154, et mourut le 12 décembre de la même année.
Après sa mort, son fils Oudin hérita de la seigneurie de Jaligny.

## Sources
- J. Balteau, Dictionnaire de Biographie française, t. II, p. 486.
- L. Halphen, Le comte d'Anjou au XIe siècle, Paris, 1906, in-8o.
- Josèphe Chartrou, L'Anjou de 1109 à 1151, Paris, 1928.
- « Gesta Ambaziensium dominorum », dans Louis Halphen et René Poupardin, Chroniques des comtes d'Anjou et des seigneurs d'Amboise, 1913.
- Site Jaligny-sur-Besbre.
- J-L Chalmel, Histoire de Touraine, t. 1, p. 401, 425.